# Església del Sant Salvador (Gyumri)
L'Església del Sant Salvador (armeni: Սուրբ Ամենափրկիչ Եկեղեցի), és una església del segle XIX a Gyumri, Armènia. Ocupa el costat sud de la plaça Vartanants, al centre de Gyumri. Va ser construïda entre 1858 i 1872 i consagrada el 1873.

## Història
Durant la dècada de 1850, es van construir al centre d’Alexandropol-Gyumri una església catòlica armènia i una església ortodoxa grega. Sentint-se ofesos per aquest fet, els fidels de l’Església Apostòlica Armènia (que constituïen la majoria de la població de la ciutat) van decidir construir una nova església just al mig de les dues existents, que fos més gran i imponent. La construcció de l’església es va iniciar l’any 1858 sota la direcció de l’arquitecte Tadeos Andikyan, conegut com a mestre dels mestres i oustabashi. Es va completar el 1872 i fou consagrada el 1873. La construcció es va dur a terme gràcies a les donacions de la població d’Alexandropol i de la família Drampyan. El disseny de l'església es va inspirar de l'arquitectura de la Catedral d'Ani. Tanmateix, l'Església del Sant Salvador és molt més gran que la Catedral d'Ani.

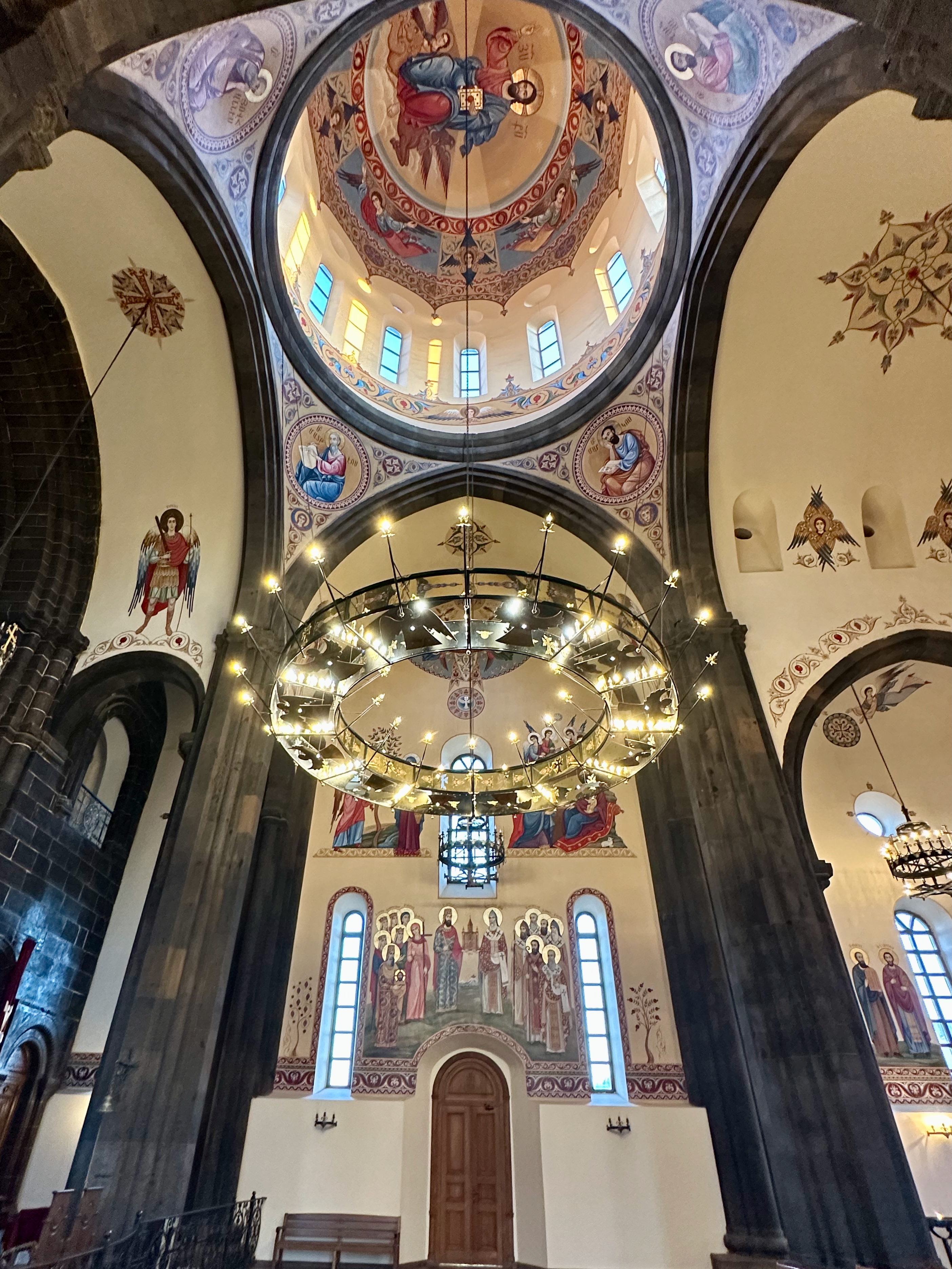
Església del Sant Salvador (Gyumri) - Interior

L'església va sobreviure al terratrèmol de 1926. A principis de la dècada de 1930, va ser confiscada pel govern soviètic i el campanar va ser destruït el 1932. Més tard, el 1964, el campanar va ser restaurat. Tanmateix, durant el domini soviètic, l'edifici de l'església es va utilitzar com a museu i, més tard, com a sala de concerts de música clàssica.
Durant el devastador terratrèmol de 1988, l'església del Sant Salvador va patir greus danys i va ser completament renovada a partir del 2002. La reconsagració de la catedral va tenir lloc el desembre de 2024.